# Михај Радан (политичар)
Михај Миља Радан (рум. Mihai Radan; Карашево, 26. септембар 1938) је румунски политичар и професор карашевског порекла и бивши председник Заједништва Хрвата у Румунији и општине Карашево.

## Биографија
Михај Миља Радан је рођен 26. септембра 1938. године у Карашеву. Његов отац Миља је био ловац, а мајка Љуба (Марта-Амалија) рођена Гера, била је домаћица. Од малих ногу, већ у шестој години, био је задужен за чување крава и оваца. Отац га је уписао у румунску основну школу у Карашеву, иако је у месту постојала хрватска школа са учитељима из Хрватске, према Радановим речима, јер је био добар пријатељ са директором румунске школе. До трећег разреда учитељица му је била Катица Коложоара, Карашевка, која га је научила да чита и пише. У четвртом разреду дошао је учитељ Јулије Топала, који није знао карашевски говор, те га је често млатио књигом по глави јер није добро знао говорити румунски језик. По завршетку основне школе, након годину дана уписује пети разред на српскохрватском језику, и то му је убрзо отворило нове спознајне хоризонте. После седмог разреда уписује осми у Српско-хрватској мешовитој гимназији у Темишвару, коју завршава 1957. године. Годину дана ради у Карашеву као учитељ, а 1958. године уписује Филолошки факултет у Букурешту, одсек за српскохрватски језик. Дипломирао је 1963. године и постао професор српскохрватског и румунског језика. Прошао је све степене професионалног усавршавања и 1981. постао професор прве класе. Од 1971. године започео је докторске студије за словенску филологију, које није завршио. Као професор српскохрватског језика службовао је од 1963. до 2000. године. У неколико наврата је био директор Дома културе у Карашеву, почев од 1966. године. Од 1973. до 1975, као и од 1980. до 1989. године, био је директор десетогодишње школе у Карашеву. Био је уредник за школске књиге на хрватском језику у Букурешту од 1990. до 1996. године.
Изабран је за првог председника Заједништва Хрвата у Румунији, од 1991. па све до истека мандата 4. јула 2015. године. На челу општине Карашево је био од 1996. до 2000. године, а 2000. је изабран за заступника хрватске мањине у Парламенту Румуније. Функцију заступника је обављао три узастпна мандата, од 2000. до 2012. године. Радан је на локалним изборима јуна 2012. године по други пут бива изабран за председника (кнеза) општине Карашево, због чега пре истека мандата заступника хрватске мањине у Парламенту Румуније подноси оставку.